# Agraciada
Agraciada est une ville de l'Uruguay située dans les départements de Colonia et Soriano. Sa population est de 609 habitants (389 à Soriano et 220 à Colonia).

## Histoire
Dans la plage de cette ville les Treinta y Tres Orientales débarqué le 19 avril 1825, en provenance de l'Argentine, avec l'objectif de lutter contre les invasors brésiliennes avant l'indépendance de l'Uruguay.

## Population
| Année | Population |
| ----- | ---------- |
| 1963  | 588        |
| 1975  | 638        |
| 1985  | 563        |
| 1996  | 598        |
| 2004  | 609        |

Référence,: